# Mette Dyre
Mette Iversdatter Dyre (svensk: Mätta eller Märta Ivarsdotter; ca. 1465 i Tirsbæk i Jylland, Danmark – før 1533) var en dansk adelsdame, lensmand og forstander. Hun var gift med Svante Nilsson, svensk regent, og var som sådan Sveriges de facto dronning. Hun menes at have været politisk aktiv.

## Tidlige liv
Mette Dyre var datter af den danske ridder Iver Jenssen Dyre (død ca. 1463) og Kristine Pedersdatter Oxe (død efter 1503). Omkring 1483 giftede hun sig med den norske ridder og rigsråd Anders van Bergen (d. 1491). I 1496 giftede hun sig for anden gang med den svenske adelsmand Knut Alvsson (død 1502), der var norsk rigsråd og lensmand på Akershus slot i Oslo. I 1499 mistede Knut Alvsson sin stilling i Norge, og hun fulgte ham til Sverige. I Sverige allierede parret sig med Svante Nilsson, der på dette tidspunkt endnu ikke var regent, men dog et ledende medlem af den del af den svenske højadel, der ønskede at opløse unionen mellem Sverige og Danmark/Norge. I 1501 invaderede Knut Alvsson, med støtte fra Svante Nilsson, Norge i et forsøg på at forene Sverige og Norge mod kong Hans af Danmark. Mette Dyre forblev i Sverige på sin ejendom Stäkeborg. Selvom invasionen til at starte med var succesfuld, blev Knut Alvsson myrdet af Henrik Krummedige under en forhandling. Mette fortsatte dog sit arbejde med at opmuntre Norge til at binde sig til Sverige imod den danske monark, og hun opretholdte forhandlingerne gennem en korrespondance med de norske repræsentanter. Hun blev hjulpet i forhandlingerne af Svante Nilsson.

## Sveriges "dronning"
Den 17. november 1504 i Stockholm giftede hun sig for tredje gang med sin allierede Svante Nilsson, Sveriges rigsforstander, kort efter han var blevet valgt til denne post i 1503. Selvom landet nominelt var i union med Danmark (og Norge) var Sverige de facto et uafhængigt kongerige med Svante som konge og Mette Dyre som dronning og det svenske hofs førstedame. Det rygtedes, at hun havde taget del i et påstået forsøg på at myrde Svante Nilssons forgænger Sten Sture den ældre .
Mette Iversdatter blev beskrevet som en af Svantes loyale rådgivere og deltog aktivt i politiske og administrative anliggender. En brevveksling på ca. breve 40 mellem Mette og Svante er bevaret og illustrerer deres nære politiske samarbejde såvel som deres personlige hengivenhed til hinanden. I 1507 fungerede Mette Dyre som kommandant i Stockholm mens Svante Nilsson var fraværende. I 1510 fungerede hun som budbringer og repræsentant for sin mand på en mission til Finland.
Men Mette Dyre havde ikke et godt forhold til sin stedsøn, Sten Sture den yngre. Da Svante Nilsson døde i 1512 og blev efterfulgt af Sten Sture som regent, beskyldte Sture hende for at have stjålet guld og sølv, der med rette tilhørte ham efter hans mor Iliana Gädda (død 1495). Han konfiskerede de jorde, som Svante Nilsson havde foræret Mette Dyre efter deres bryllup. Efter tre års splid og ueninghed blev hun tilbudt en sum penge som kompensation.

## Lensmand og forstander
I 1515 forlod hun Sverige og rejste til Danmark, hvor hun anmodede om støtte fra Christian 2. i striden mod Sten Sture. Christian 2. forlenede hende med bispelenet Hørby nær Holbæk og gjorde hende til forstanderinde for Skt. Agnete Kloster i Roskilde. Hun bevarede denne stilling indtil sin død ca. 1527.
I 1516 gik Mette og hendes tre nevøer, der også havde fået beslaglagt jord i Sverige af Sten Sture, sammen om at finansiere et kaperskib. Deres skib erobrede et handelsskib, der tilhørte Sten Sture og hanseforbundet. Det var angiveligt denne hændelse, der bidrog til, at Danmark og Sverige endegyldigt brød med hinanden det følgende år, 1517. Arvestriden mellem Mette Dyre og Sten Sture blev ikke afgjort før 1541, fjorten år efter hendes død.
Mette Dyre blev født mellem 1460 og 1465, døde tidligst 1527 og senest 1533. Hun havde en datter med sin første mand, Kristina Andersdatter.